# Unkraut-Das Umweltmagazin
Unkraut-Das Umweltmagazin ist eine deutsche Fernsehsendung. Sie wird im BR Fernsehen gesendet und von der Redaktion Landwirtschaft und Umwelt des Bayerischer Rundfunk betreut.
Das Magazin wird seit 1993 gesendet. Aktueller Sendeplatz ist Montag um 19 Uhr im Wechsel mit dem Gartenmagazin Querbeet. Anfangs war die Sendedauer 45 Minuten. Seit April 2016 übernimmt das BR-Fernsehen die 20 Uhr-Ausgabe der Tagesschau. Seither beträgt die Sendedauer der 19 Uhr-Ratgebersendungen (Querbeet, Gesundheit!, STATIONEN, mehr/wert und Unser Land) 30 Minuten.
Aktuelle Moderatorin ist Janina Nottensteiner (seit 2014). Vertretungsweise moderiert Florian Kienast. Zuvor wurde das Magazin auch schon von Hartmut Stumpf und Karin Kekulé moderiert.